# NovaLogic
NovaLogic — частная американская компания, специализирующаяся на разработке и издании компьютерных игр для различных платформ. Расположена в калифорнийском городе Калабасас.
Основателем и бессменным руководителем компании является Джон Гарсиа.
Компания прошла путь от простого портировщика аркад до крупного разработчика выпускающего собственные игры. Компания всегда находилась в частной собственности. Крупнейшим миноритарным акционером является компания Electronic Arts.
После 2005 года компания де-факто прекратила активную разработку новых игр. Вышедшая в 2009 году Delta Force: Xtreme 2 представляет собой переработку Delta Force: Xtreme с улучшенной графикой, новым сюжетом, но на старом игровом движке. Начиная с 2008 года издателем MTR Soft многократно анонсировался выход игры Delta Force: Angel Falls, однако дата выхода постоянно переносилась и в итоге игра была отменена.
В 2016 году права на всю интеллектуальную собственность компании были куплены издательством THQ Nordic

## История
Компания была основана в 1985 году в городе Калабасас, округ Лос-Анджелес, штат Калифорния.

## Игры NovaLogic[2]
Компания известна в первую очередь своей серией игр об американском спецназе — отряде «Дельта»:
Delta Force
| - Armored Fist (1995) - Armored Fist 2 (1997) - Armored Fist 3 (1999) - Comanche: Maximum Overkill (1992) - Comanche: Global Challenge (1993) - Comanche: Over the Edge (1993) - Comanche CD (1994) - Comanche 2 (1995) - Comanche 2: Werewolf vs. Comanche (1996) - Comanche 3 (1997) - Comanche Gold (1998) - Comanche 4 (2001) - Delta Force (1998) - Delta Force 2 (1999) - Delta Force: Land Warrior (2000) - Delta Force: Task Force Dagger (2002) - Delta Force: Urban Warfare (2002) - Delta Force: Black Hawk Down (2003) - Delta Force: Black Hawk Down - Team Sabre (2004) - Delta Force: Xtreme (2005) - Delta Force: Xtreme 2 (2009) - Delta Force: Angel Falls (разработка приостановлена) | - Wolfpack (1990) - F-22 Lightning II (1996) - F-22 Raptor (1997) - F-16 Multirole Fighter(1998) - MiG-29 Fulcrum (1998) - F-22 Lightning 3 (1999) - Tachyon: The Fringe (2000) - Joint Operations: Typhoon Rising (2004) - Joint Operations: Escalation (2004) - Joint Operations: Combined Arms (2005) - Joint Operations: Combined Arms Gold (2009) |